# 안성 신창리 삼층석탑
안성 신창리 삼층석탑(安城 新倉里 三層石塔)은 대한민국 경기도 안성시 고삼면 신창리에 있는, 고려시대의 삼층석탑이다. 1986년 5월 7일 경기도의 유형문화재 제130호로 지정되었다.

## 개요
신창리 마을에 서 있는 석탑으로, 탑이 있었던 자리는 봉국사의 옛 터로 추측된다. 절터는 현재 밭으로 변하였는데, 이곳에 탑이 무너져 흩어 있던 것을, 최근에 수습하여 세워 놓았다.
탑은 2층 기단(基壇) 위로 3층의 탑신(塔身)을 쌓았던 것으로 보이나, 아래층 기단은 그 일부만 남아 있다. 남아있는 위층 기단과 탑신의 세 몸돌에는 네 모서리마다 기둥 모양을 새겼다. 탑을 수습할 때 탑신의 1층 몸돌의 윗면에 사리를 두었던 동그란 공간이 발견되기도 하였다. 지붕돌은 밑면에 4단씩의 받침을 두고 있고, 처마는 양끝에서 느리게 들려 있다. 꼭대기에 있었을 머리장식은 남아 있는 것이 없다.
기단의 일부와 머리장식이 사라진 상태이나 거의 본모습을 간직하고 있다. 탑신의 양식이나 조각수법 등으로 보아 고려 시대에 세운 것으로 추정된다.
2023년 여름 한반도 집중호우로 인하여 피해를 입었다.

## 참고 자료
- 신창리삼층석탑 - 국가유산청 국가유산포털